# Elecciones al Parlamento Europeo de 2004 (Hungría)
Tras su incorporación a la Unión Europea, el 1 de mayo del 2004, Hungría puede celebrar elecciones al Parlamento Europeo. El 13 de junio del 2004 tuvieron lugar las primeras. Las siguientes se celebran el 7 de junio de 2009. En las del 2004 los ciudadanos húngaros eligieron 24 representantes, en las próximas, de acuerdo con el Tratado de Niza, serán 22.

## Procedimiento electoral
Se vota por listas de partidos, en una sola vuelta. Las elecciones se celebran cada cinco años, y solo partidos políticos pueden participar - es decir no hay candidatos individuales. Tiene derecho a presentarse a las elecciones todo partido que consiga reunir 20.000 firmas. Además los escaños se reparten entre aquellos partidos que hayan conseguido más de un 5% de los votos.
Pueden votar todos los ciudadanos de la Unión Europea empadronados en Hungría que así lo deseen y lo indiquen de antemano, en ese caso pueden votar a partidos húngaros (de igual modo que los húngaros residentes en el extranjero pueden votar en los países de residencia a partidos locales). 
Como curiosidad, mencionar que estas elecciones fueron las primeras en la que los ciudadanos húngaros residentes en el extranjero pudieron votar desde el exterior, en las embajadas.

## Resultados de la convocatoria del 2004
| Resultados de las elecciones al Parlamento Europeo - Hungría |                 |                 |               |
| Año                                                          | 2004            | 2004            | 2004          |
| Ciudadanos con derecho a voto                                | 8 043 763       | 8 043 763       | 8 043 763     |
| Número de votos                                              | 3 094 163       | 3 094 163       | 38,5%         |
| Entre ellos, votos no válidos                                | 20 710          | 20 710          | 0,7%          |
| Nombre del partido                                           | Votos recibidos | Votos recibidos | Eurodiputados |
| Nombre del partido                                           | número          | porcentaje      | Eurodiputados |
| Fidesz-Unión Cívica Húngara                                  | 1 457 750       | 47,40%          | 12            |
| Partido Socialista Húngaro (MSzP)                            | 1 054 921       | 34,30%          | 9             |
| Alianzas de Demócratas Libres (SzDSz)                        | 237 908         | 7,77%           | 2             |
| Foro Democrático de Hungría (MDF)                            | 164 025         | 5,33%           | 1             |
| MIÉP (Partido de la Verdad y la Vida Húngara)                | 72 203          | 2,35%           | -             |
| Partido de los Trabajadores                                  | 56 221          | 1,83%           | -             |
| Asociación Nacional Húngara                                  | 20 226          | 0,66%           | -             |
| Partido Socialdemócrata                                      | 12 196          | 0,40%           | -             |
| Total de votos válidos                                       | 3 073 453       | 100%            | 24            |

Como curiosidad, hay que tener en cuenta que en el Parlamento Europeo hay diputados húngaros pertenecientes a las minorías húngaras de otros países, y que por lo tanto lo son por los resultados obtenidos en sus respectivos países: 2 por Eslovaquia y 4 por Rumanía.